# Love is Move
Love is Move (kor. 사랑은 MOVE Sarangeun MOVE) – singel południowokoreańskiej grupy Secret, wydany 18 października 2011 roku w Korei Południowej. Osiągnął 2 pozycję na liście Gaon Chart. Utwór został pobrany 2 310 177 razy w Korei Południowej (stan na dzień 31 grudnia 2011). Utwór został nagrany ponownie w języku japońskim i znalazł się na pierwszym japońskim albumie Welcome to Secret Time pod tytułem Ai wa Move (jap. 愛はムーブ Ai wa Mūbu). 
Sarangeun MOVE jest szybką retro piosenką dance-pop z elementami pop-rocka zainspirowanymi muzyką swingową z lat 30. XX wieku. Słowa piosenki mówią o upadku związku z perspektywy kobiety, o tym, jak bohaterka nieustannie ostrzega ukochanego, że nie powinna być brana za pewnik, ponieważ jej miłość do niego może się zmienić w mgnieniu oka.
6 października 2011 r. TS Entertainment opublikowało zdjęcia Han Sun-hwa i Zinger sugerując mroczną i seksowną koncepcję teledysku. Następnego dnia opublikowane zostały zdjęcia Song Ji-eun i Jun Hyo-sung. Jednak zwiastun teledysku do piosenki był zupełnie inny od zdjęć. Teledysk do Sarangeun MOVE został zainspirowany kreskówką o Betty Boop z lat 1930.

## Lista utworów
| Nr | Tytuł                                                  | Słowa                   | Kompozycja              | Aranżacja   | Czas |
| -- | ------------------------------------------------------ | ----------------------- | ----------------------- | ----------- | ---- |
| 1. | "Sarangeun MOVE" (kor. 사랑은 MOVE; ang. Love is Move) | Kang Ji-won, Kim Ki-bum | Kang Ji-won, Kim Ki-bum | Kang Ji-won | 3:20 |

## Notowania
| Lista                             | Pozycja |
| --------------------------------- | ------- |
| Gaon Weekly Digital Chart         | 3       |
| Gaon Monthly Digital Chart        | 9       |
| Gaon Weekly Streaming Chart       | 2       |
| Gaon Weekly Download Chart        | 3       |
| Gaon Yearly Download Chart        | 36      |
| Gaon Weekly BGM Chart             | 13      |
| Gaon Weekly Mobile Ringtone Chart | 10      |
| Billboard K-Pop Hot 100           | 3       |